# Буфетов, Сергей Игнатьевич
Сергей Игнатьевич Буфетов (1915, дер. Кондуки, Тульская губерния — 22 июня 1944) — капитан Рабоче-крестьянской Красной Армии, участник советско-финской и Великой Отечественной войн, Герой Советского Союза (1944).

## Биография
Сергей Буфетов родился в 1915 году в деревне Кондуки (ныне — Узловский район Тульской области) в крестьянской семье. Окончил семь классов школы в 1929 году, работал в колхозе. Переехав в Москву, работал токарем на одном из заводов. В 1935 году был призван на службу в Рабоче-крестьянскую Красную Армию. В 1938 году он окончил курсы младших лейтенантов. Принимал участие в советско-финской войне. С начала Великой Отечественной войны — на её фронтах. В 1942 году вступил в ВКП(б). К июню 1944 года капитан Сергей Буфетов командовал дивизионом 96-го артиллерийского полка 90-й стрелковой дивизии 21-й армии Ленинградского фронта. Отличился во время прорыва финской обороны на Карельском перешейке.
За период с 10 по 15 июня 1944 года дивизион Буфетова уничтожил вражеский дот, 2 наблюдательных пункта, 4 пулемёта, 2 батареи, несколько вражеских солдат и офицеров. 15 июня 1944 года, заменив выбывшего из строя командира стрелкового батальона, успешно руководил его боевыми действиями. 22 июня 1944 года получил тяжелые ранения и умер от ран. Похоронен в братской могиле в городе Зеленогорск (Санкт-Петербург)

Указом Президиума Верховного Совета СССР от 18 ноября 1944 года капитан Сергей Буфетов посмертно был удостоен высокого звания Героя Советского Союза. Также был награждён орденами Ленина, Красного Знамени, Отечественной войны 1-й степени, Красной Звезды.